# Gare de Mohon
Gare de Mohon vasútállomás Franciaországban, Charleville-Mézières településen.

## Vasútvonalak
Az állomást az alábbi vasútvonalak érintik:
- Soissons-Givet-vasútvonal
- Mohon–Thionville-vasútvonal

## Kapcsolódó állomások
A vasútállomáshoz az alábbi állomások vannak a legközelebb:
- Gare de Charleville-Mézières
- Gare de Lumes